# Саут Елџин (Илиноис)
Саут Елџин (енгл. South Elgin) град је у америчкој савезној држави Илиноис.

## Демографија
По попису из 2010. године број становника је 21.985, што је 5.885 (36,6%) становника више него 2000. године.
| Група             | 2000.          | 2010.          |
| Белци             | 12.894 (80,1%) | 15.936 (72,5%) |
| Афроамериканци    | 415 (2,6%)     | 740 (3,4%)     |
| Азијати           | 881 (5,5%)     | 1.545 (7,0%)   |
| Хиспаноамериканци | 1.664 (10,3%)  | 3.402 (15,5%)  |
| Укупно            | 16.100         | 21.985         |